# Mobile Suit Gundam 0083: Card Builder
Mobile Suit Gundam 0083: Card Builder est un jeu vidéo de stratégie développé et édité par Banpresto en 2007 uniquement en arcade sur Naomi 2 Satellite Terminal. C'est une adaptation en jeu vidéo de la série basée sur l'anime Mobile Suit Gundam et notamment Mobile Suit Gundam 0083 : Stardust Memory. Le jeu peut se jouer en multijoueur et utilise un système de cartes de jeu,.